# Длинноуски (род бабочек)
Длинноуски (лат. Adela) — род бабочек из семейства длинноусых молей (Adelidae).

## Описание
На задних крыльях R и M1 свободные, редко M1 на общем стебле с M2. На 8—10 члениках усиков самца имеется 1—3 крючковидных шипа, ориентированных к вершине усиков.
Антенны длинные, примерно в 1,2—3 раза больше длины передних крыльев, иногда утолщены с приподнятыми чешуйками у основания; 8—10 членики жгутиков обычно с 1—3 длинными вперёд выступающими крючковидными зубцами. Губной щупик 3-сегментный, умеренной длины, с густыми приподнятыми волосками; 1-й членик короткий, 2-й - длинный и тонкий, 3-й - очень короткий. Верхнечелюстной щупик рудиментарный. Голени передних ног апикально имеют эпифизы; задние голени покрыты густыми волосками. Жилки R3 и R4 передних крыльев стебельчатые или свободные. Жилки М1 и М2 заднего крыла стебельчатые.

## Классификация
В составе рода:
- Adela albicinctella Mann, 1852
- Adela associatella (Zeller, 1839)
- Adela australis (Herrich-Schäffer, 1855)
- Adela collicolella (Walsingham, 1904)
- Adela croesella (Scopoli, 1763)
- Adela cuprella (Denis & Schiffermüller, 1775)
- Adela homalella (Staudinger, 1859)
- Adela mazzolella (Hübner, 1801)
- Adela paludicolella (Zeller, 1850)
- Adela pantherellus (Guenée, 1848)
- Adela reaumurella (Linnaeus, 1758)
- Adela violella (Denis & Schiffermüller, 1775)